# Tidspatrulien
Tidspatruljen (engelsk: Time Squad) er en tv-serie fra 2001-2003, der blev vist på Cartoon Network.

## Danske stemmer
- Ole Rasmus Møller: Larry 3000